# Jefe del Comando Conjunto de las Fuerzas Armadas del Perú
El jefe del Comando Conjunto de las Fuerzas Armadas del Perú (CCFFAA) es la más alta autoridad dentro del Comando Conjunto de las Fuerzas Armadas. El actual jefe del Comando Conjunto es David Ojeda Parra. Su cargo puede ser desempeñado por algún alto cargo con grado de general de división, vicealmirante o teniente general del Ejército del Perú, la Marina de Guerra o la Fuerza Aérea, respectivamente. Después del nombramiento y mientras desempeñe el puesto asume el grado de general de Ejército, almirante o general del Aire según corresponda.
El Comando Conjunto fue creado en 1957 mediante Decreto Supremo durante el segundo Gobierno de Manuel Prado y Ugarteche, teniendo su titular el cargo de presidente del Comando Conjunto. En el 2002, durante el Gobierno de Alejandro Toledo se reorganizó la institución, teniendo su titular esta vez la denominación de jefe del Comando Conjunto.
El Jefe del Comando Conjunto es designado por el Presidente de la República a propuesta del Ministro de Defensa entre los 3 oficiales generales y/o almirantes más antiguos de los 3 institutos armados (Ejército, Marina de Guerra y Fuerza Aérea) y se encarga organizar y dirigir las operaciones y acciones militares conjuntas de las Fuerzas Armadas siguiendo los objetivos del Ministerio de Defensa. Según la Ley de Situación Militar un Jefe del Comando Conjunto pasa al retiro si durante el ejercicio de su puesto cumple los 35 años de servicio militar.
El actual Jefe del Comando Conjunto es el General de Ejército David Ojeda Parra.

## Lista de Jefes del Comando Conjunto de las Fuerzas Armadas

### Presidentes del Comando Conjunto
| Rama de las Fuerzas Armadas | Nombre                          | Periodo   |
| --------------------------- | ------------------------------- | --------- |
| Ejército                    | Manuel Cossío Cossío            | 1957-1958 |
| Ejército                    | Félix Huamán Izquierdo          | 1959      |
| Ejército                    | Héctor Vejarano Vallejo         | 1960      |
| Ejército                    | Ricardo Pérez Godoy             | 1961-1962 |
| Marina de Guerra            | Luis Llosa Gonzales             | 1963      |
| Ejército                    | Rodolfo Belaúnde                | 1964      |
| Ejército                    | Italo Arbulú Samamé             | 1965      |
| Ejército                    | Pablo Jhery Camino              | 1966-1967 |
| Ejército                    | Juan Velasco Alvarado           | 1968      |
| Ejército                    | Julio Pacheco Valdeiglesias     | 1968      |
| Marina de Guerra            | Enrique Carbonel Crespo         | 1969      |
| Ejército                    | Arnaldo Winkelried Benner       | 1969      |
| Fuerza Aérea                | Eduardo Montero Rojas           | 1970-1972 |
| Ejército                    | Arturo Cavero Calisto           | 1973-1974 |
| Ejército                    | Óscar Vargas Prieto             | 1975      |
| Ejército                    | Jorge Barandiarán Pagador       | 1975      |
| Ejército                    | Guillermo Arbulú Galliani       | 1976      |
| Ejército                    | Óscar Molina Pallochia          | 1976-1977 |
| Ejército                    | Pedro Richter Prada             | 1978-1979 |
| Fuerza Aérea                | Luis Arias Graziani             | 1979      |
| Ejército                    | Rafael Hoyos Rubio              | 1979-1980 |
| Marina de Guerra            | Juan Egúsquiza Babilonia        | 1981      |
| Marina de Guerra            | Jorge Du Bois Gervasi           | 1981      |
| Fuerza Aérea                | Hernán Boluarte Ponce de León   | 1982      |
| Ejército                    | Carlos Arnaldo Briceño Zevallos | 1983      |
| Marina de Guerra            | Ricardo Zevallos Newton         | 1984      |
| Fuerza Aérea                | César Enrico Praeli             | 1985      |
| Fuerza Aérea                | Luis Abram Cavallerino          | 1985      |
| Ejército                    | Guillermo Monzón Arrunátegui    | 1986      |
| Marina de Guerra            | Juan Soria Díaz                 | 1987      |
| Fuerza Aérea                | Pablo Varela Novella            | 1988      |
| Ejército                    | Artemio Palomino Toledo         | 1989      |
| Marina de Guerra            | Alfonso Panizo Zariquiey        | 1990      |
| Marina de Guerra            | Luis Humberto Montes Lecaros    | 1990      |
| Fuerza Aérea                | Arnoldo Velarde Ramírez         | 1991      |
| Ejército                    | Nicolás de Bari Hermosa Ríos    | 1992      |
| Ejército                    | César Saucedo                   | 1998      |
| Ejército                    | José Villanueva Ruesta          | 2000      |
| Fuerza Aérea                | Pablo Francisco Carbone Merino  | 2001      |
| Ejército                    | Víctor Bustamante Reátegui      | 2002      |

### Jefes del Comando Conjunto
| Rama de las Fuerzas Armadas | Grado     | Nombre                            | Periodo         |
| --------------------------- | --------- | --------------------------------- | --------------- |
| Ejército                    | General   | Víctor Bustamante Reátegui        | 2003            |
| Fuerza Aérea                | General   | Aurelio Crovetto Yáñez            | 2004            |
| Marina de Guerra            | Almirante | Frank Boyle Alvarado              | 2005            |
| Ejército                    | General   | José Williams Zapata              | 2006            |
| Marina de Guerra            | Almirante | Jorge Montoya Manrique            | 2007            |
| Marina de Guerra            | Almirante | José Aste Daffos                  | 2008            |
| Ejército                    | General   | Francisco Contreras Rivas         | 2009            |
| Ejército                    | General   | Ricardo Howell Ballena            | 2011            |
| Marina de Guerra            | Almirante | José Cueto Aservi                 | 2012            |
| Ejército                    | General   | Leonel Cabrera Pino               | 2013-2014       |
| Marina de Guerra            | Almirante | Jorge Moscoso Flores              | 2014-2016       |
| Marina de Guerra            | Almirante | José Paredes Lora                 | 2016-2018       |
| Ejército                    | General   | César Astudillo Salcedo           | 2018-2021       |
| Ejército                    | General   | Manuel Gómez de la Torre Aranibar | 2021-2023       |
| Ejército                    | General   | David Ojeda Parra                 | 2023-actualidad |